# Guela Patiachvili
Guela Patiachvili, né à Tbilissi (Géorgie, ex-URSS) le 25 juin 1964 est un peintre, dessinateur, sculpteur et écrivain géorgien. Réalisant tout d'abord ses œuvres en Géorgie puis en Russie, il voyagera en 1990 à travers l'Europe, puis s'installera à Paris en France.

## Biographie

### Enfance et études
Né le 25 juin 1964 à Tbilissi, il s'intéresse dès son enfance à la création artistique au travers de l'écriture et de la peinture. Exerçant alors sa passion comme simple activité annexe, il étudie à l'école publique Vladimir Komarov de mathématiques et de sciences physiques, puis fait ses études supérieures à l'Université technique géorgienne.

### Débuts d'artiste
Il fait partie au début des années 80 de la génération des artistes non-conformistes soviétiques. Il y fera plusieurs rencontres, dont trois personnes avec lesquelles il voyage en auto-stop à travers toute l'URSS.
Entre 1986 et 1988, il travaille comme correspondant à la Géorgie Littéraire, où il rédige des articles sur des artistes soviétiques. En 1988, pour ses idées anti-nationalistes, il est confronté à un mouvement nationaliste géorgien puis licencié du journal.
Il installe alors son atelier en premier lieu au théâtre Mardjanichvili à Tbilissi, puis à Moscou, où il intègre le mouvement Fourmanny avec une cinquantaine d'artistes alternatifs. Il vit alors de la vente de ses œuvres d'art.
En 1989, il devient membre de l'Union des artistes de Moscou, avant d'entamer en 1990 un voyage à travers l'Europe, notamment en Italie, en Allemagne et en France. Il fait en parallèle des expositions en Géorgie, en Russie, en Italie et en France. Il prolongera son séjour en France après une exposition dans le Marais à Paris.

### Vie en France
Entre 1995 et 2002, il travaille comme décorateur d'animation puis comme directeur artistique à Saban International, Gaumont, Millimages et Dargaud Marina. Il travaille alors sur différentes séries d'animations telles que Les Nouvelles Aventures d'Oliver Twist, Les Fils de Rome, ou encore Les Kikekoi (en). Il participe également à des productions plus longues comme le moyen métrage d'animation Le père Noël est sans rancune, mais également à des projets publicitaires avec des spot publicitaire pour Nina Ricci tels que l'air du temps.
Son rôle sera amené à évoluer au fil des productions, devenant ainsi scénariste du court-métrage Chapacan, ou encore directeur artistique du court-métrage Cuisine chinoise. Il rencontre à cette période Hilton McConnico avec qui il participera à plusieurs créations, comme le film Hope en tant qu'assistant réalisateur, ou encore l'exposition thématique d'Hermès International en 1998 en tant qu'assistant scénographe. Il se rend en 2007 à New York pour participer en tant que directeur artistique à la création du film Joyeuses Funérailles.
En parallèle à son travail dans l'industrie cinématographique, il continue à peindre, et organise régulièrement des expositions, seul ou en collaboration, et commence dès 2010 à publier ses livres en géorgien.
Depuis 2017, il est professeur de dessin animé à l'Université libre de Tbilissi, en licence d'arts visuels, d'architecture et de design.

## Œuvre

### Expositions personnelles
- 1994 : « Black & White », Galerie Brishler, Paris (France)
- 1995 : « Animal », Galerie Europa, Paris (France)
- 2003 : « Peinture », Galerie A comme Art, Paris (France)
- 2013 : « Portraits de Chiens », Galerie Mila[9], Nice, France
- 2013 : « Pyramides », Musée d'état de littérature Giorgi Leonidze (en), Tbilissi (Géorgie)
- 2015 : « Patiachvili », Angel Art Gallery[10], Andorre-la-Vieille(Andorre)
- 2017 : « Couleur Couleur », Galerie Marlier[11], Nice (France)
- 2018 : « Home Sweet Home », Galerie Gamrekeli[12], Tbilissi (Géorgie)
- 2018 : « Blowing », Galerie Savickas[13], Vilnius (Lituanie)
- 2019 : « Post Histoire et les Chapeaux », Galerie Vere, Tbilissi (Géorgie)
- 2020 : « Où est notre place », Musée national géorgien, Tbilissi (Géorgie)

### Expositions groupée
- 1988 : « Avant Garde des Années 80 », Karvasla, Tbilissi (Géorgie)
- 1989 : « Red & White », Varsovie (Pologne), Amsterdam (Pays-Bas), Berne (Suisse), Berlin (Allemagne)
- 1989 : « Avant Garde des Années 20-80 », Moskovskaya Palitra[14], Moscou (URSS)
- 1989 : « Nouvelle Position », Tbilissi (Géorgie)
- 1989 : « Seconde Collection », Galerie Musée de Mars, Moscou (URSS)
- 1990 : « Logique du Paradoxe », Palais de jeunesse, Moscou (URSS)
- 1990 : « Nouvelles Figurations », Galerie Christine Colas[15], Paris (France)
- 1990 : « Furmanny in Factory », Cassel (Allemagne)
- 1990 : « Furmanny Artists », Limbourg (Belgique)
- 1990 : « Avant Garde Soviétique », Buenos Aires (Argentine)
- 1990 : « Avant Garde », Malaya Gruzinskaya, Moscou (URSS)
- 1991 : « Two Men Show, Tchernikova-Patiachvili », La Haye (Pays-Bas), Moscou (URSS), Leningrad (URSS), Tbilissi (Géorgie), Orléans (France)
- 1993 : « Renc'Art », Orléans (France)
- 1994 : « No ! and the Conformistes », Musée national de Varsovie, Varsovie (Pologne)
- 2000 : « Intart », New York (États-Unis)
- 2004 : « Extraordinary Portraits », Galerie Mimi Ferzt (en), New-York (États-Unis)
- 2008 : « L'Art Géorgien », France
- 2009 : Collection privée, Espace Escofet-Miro, Paris (France)
- 2010 : « Artisterium », Tbilissi (Géorgie)[16]
- 2012 : « Les Contes de Charles Perault », Ateliers Loire[17], Chartres (France)
- 2013 : « Art Moscou », Moscou (Russie)
- 2014 : « Machines à écrire et autres merveilles du monde », Galerie Keriä, Nice (France)
- 2016 : « Entre les Lignes », La Galerie, Nice (France)
- 2017 : « Paysages Urbains », Cloître des Billettes, Paris (France)
- 2017 : « Post Human », La Maison de France à Monaco, Monaco
- 2018 : « Eaux de Lagidze et Artistes géorgiens », Galerie bleue, Tbilissi (Géorgie)
- 2018 : « Field of Harmony and Agitation », Consulat de Géorgie[18], New York (États-Unis)
- 2019 : « Print-festival », MOMA[19], Tbilissi (Géorgie)
- 2019 : « Anatomie d'Existence », Arttente[20], Tbilissi (Géorgie)
- 2020 : « CovidArt », L'Entrepôt Monaco[21], Monaco
- 2020 : « Réalité irréelle », MOMA[19], Tbilissi (Géorgie)
- 2021 : « La Force du détail », Monaco